# Partick Thistle Football Club 2014-2015
Questa voce raccoglie le informazioni riguardanti il Partick Thistle Football Club nelle competizioni ufficiali della stagione 2014-2015.

## Rosa
| N. |                        | Ruolo | Calciatore            |
| -- | ---------------------- | ----- | --------------------- |
| 1  | Scozia (bandiera)      | P     | Scott Fox             |
| 2  | Scozia (bandiera)      | D     | Stephen O'Donnell     |
| 3  | Inghilterra (bandiera) | D     | Danny Seaborne        |
| 4  | Scozia (bandiera)      | C     | Sean Welsh (capitano) |
| 5  | Scozia (bandiera)      | D     | Aaron Muirhead        |
| 6  | Inghilterra (bandiera) | D     | Conrad Balatoni       |
| 7  | Inghilterra (bandiera) | C     | James Craigen         |
| 8  | Scozia (bandiera)      | C     | Stuart Bannigan       |
| 9  | Scozia (bandiera)      | A     | Kris Doolan           |
| 10 | Scozia (bandiera)      | C     | Ryan Stevenson        |
| 11 | Scozia (bandiera)      | C     | Steven Lawless        |
| 12 | Scozia (bandiera)      | P     | Paul Gallacher        |

| N. |                        | Ruolo | Calciatore          |
| -- | ---------------------- | ----- | ------------------- |
| 13 | Belgio (bandiera)      | D     | Frédéric Frans      |
| 14 | Inghilterra (bandiera) | A     | Christie Elliot     |
| 15 | Inghilterra (bandiera) | C     | Kallum Higginbotham |
| 16 | Scozia (bandiera)      | D     | Jordan McMillan     |
| 17 | Irlanda (bandiera)     | C     | Jake Carroll        |
| 18 | Ghana (bandiera)       | C     | Abdul Osman         |
| 19 | Inghilterra (bandiera) | A     | Nathan Eccleston    |
| 22 | Scozia (bandiera)      | C     | Gary Fraser         |
| 23 | Scozia (bandiera)      | C     | David Wilson        |
| 29 | Guinea (bandiera)      | A     | Mathias Pogba       |
| 30 | Scozia (bandiera)      | C     | Dale Keenan         |